# Mary Lou Retton

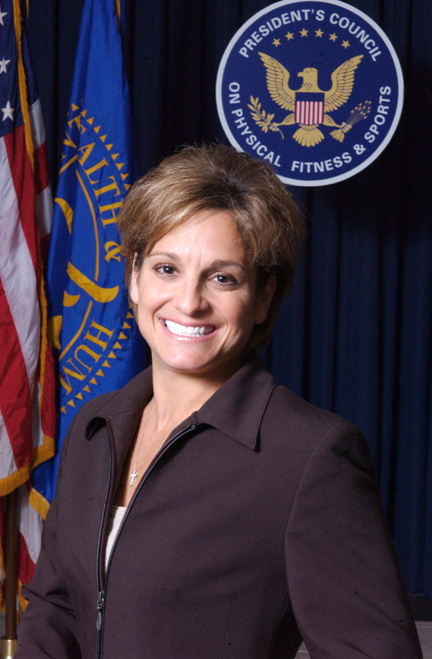
Mary Lou Retton (2004)

Mary Lou Retton, verheiratete Mary Lou Kelley, (* 24. Januar 1968 in Fairmont, West Virginia) ist eine ehemalige US-amerikanische Kunstturnerin.
Retton war einer der großen Stars der Olympischen Sommerspiele 1984 von Los Angeles. Mit ihren Erfolgen löste die 16-Jährige in den USA einen Kunstturnboom aus. Sie gewann als erste US-Bürgerin die Goldmedaille im Mehrkampf, trotz starker Konkurrenz aus Rumänien. Bei den Einzelgerätewettbewerben gewann sie Silber im Pferdsprung und jeweils Bronze beim Bodenturnen und am Stufenbarren. Abgerundet wurde der Erfolg durch die Silbermedaille mit der US-amerikanischen Mannschaft. Retton wurde 1984 von der Zeitschrift Sports Illustrated zum Sportler des Jahres gewählt, ebenso von Associated Press.
Nach ihren olympischen Erfolgen spielte sie kleinere Rollen in US-amerikanischen Fernsehserien und Kinofilmen wie Baywatch – Die Rettungsschwimmer von Malibu, Die nackte Kanone 33⅓ und Die Geister, die ich rief …. 1997 wurde sie in die International Gymnastics Hall of Fame aufgenommen.

## Sonstiges
Retton ist nur 1,45 m groß.
Sie heiratete 1990 den früheren Quarterback und Geschäftsmann Shannon Kelley. Das Ehepaar bekam vier Töchter, Shayla geboren 1995, Kelley geboren 1997, Skyla geboren 2000 und Emma geboren 2002. 2018 erfolgte die Scheidung des Paars.
Im Oktober 2023 erkrankte sie an einer seltenen Form der Lungenentzündung und kam auf eine Intensivstation. Sie ist nicht krankenversichert. Die Familie sammelte über eine Crowdfunding-Seite Geld für die Deckung der medizinischen Kosten von 50.000 Dollar. Es kamen schnell über 140.000 Dollar zusammen. Bis zum 12. Oktober erhöhte sich die Summe der gespendeten Gelder auf 330.000 Dollar.